# Morné Steyn
Morné Steyn, född 11 juli 1984 i Kapstaden, Sydafrika, är en sydafrikansk rugbypelare. Han spelar uthalva for Stade Français i den franske Top 14-liga.